# Lista de membros da Royal Society eleitos em 2005
Esta é uma lista de Membros da Royal Society eleitos em 2005.

## Fellows
1. James Barber
2. Martin Thomas Barlow
3. Laurence David Barron
4. Andrew Blake
5. Harry Bryden
6. Stephen Busby
7. Luca Cardelli
8. Deborah Charlesworth
9. John Collinge
10. Paul Corkum
11. John Croxall
12. Tom Curran
13. John Francis Xavier Diffley
14. Julian Downward
15. Ronald Ekers
16. Robert Evans
17. Philip Richard Evans
18. Alastair Fitter
19. Uta Frith
20. David Gadsby
21. Douglas Higgs
22. Brian Leslie Norman Kennett
23. David Masser
24. Thomas Guy Masters
25. Tom McKillop
26. Goverdhan Mehta
27. Roger Ervin Miller
28. Michael John Morgan
29. Ian Paterson
30. John Richard Anthony Pearson
31. Philip Power
32. Nicholas Jarvis Proudfoot
33. Trevor Robbins
34. Douglas Ross
35. Philip Russell
36. Peter John Sadler
37. Christopher Snowden
38. David Spiegelhalter
39. Robert Daniel St Johnston
40. Lloyd Nicholas Trefethen
41. Richard Samuel Ward
42. Colin Watts
43. John Graham White

## Foreign Members
1. Raoul Bott
2. Catherine Cesarsky
3. Ilkka Hanski
4. Hartmut Michel
5. Ryōji Noyori
6. Harold Varmus

## Honorary Fellow
- Leonard Wolfson